# Egadsko otočje
Egadsko otočje (v italijanskem izvirniku Isole Egadi [ìzole ègadi]), je skupina petih otokov v Tirenskem morju, zahodno od mesta Trapani. Upravno spada pod italijansko deželo Sicilija (pokrajina Trapani).
Za razliko od večine sicilskih otokov, Egadsko otočje ni vulkanskega izvora, pač pa sestoji iz morskega tufa in apnenca. Posebno na največjem otoku, Favignana, se je tuf do nedavnega intenzivno pridobival, zato je pokrajina izredno slikovita. Velik del otočja je zaščiten zaradi endemičnega rastlinstva, a predvsem zaradi podvodnih jam in votlin, ki so značilne za vso obalo.
Zgodovinsko je otočje zelo zanimivo, ker je dokazano, da je bilo poseljeno že 7700 let pr. n. št. Omenja se tudi v zgodovini starih Rimljanov, ker se je v teh vodah zaključila prva punska vojna (241 pr. n. št.) s popolnim porazom Kartažanov.
Otočje sestoji iz sledečih otokov:
| Otok      | Površina km² |
| --------- | ------------ |
| Favignana | 19,8         |
| Marettimo | 11.82        |
| Levanzo   | 5,82         |
| Formica   |              |
| Maraone   |              |